# 座頭市あばれ火祭り
『座頭市あばれ火祭り』（ざとういちあばれひまつり）は、1970年の日本映画。勝新太郎の代表作、座頭市シリーズの第21作。

## 出演
- 座頭市：勝新太郎
- お喜代：大原麗子
- 梅次：ピーター
- 若妻：吉行和子
- 右の貸元：西村晃
- 黒子の貸元：金田龍之介
- 馬子：田中邦衛
- 競り役の男：なべおさみ
- チンピラ：長沢純
- 茶店の夫婦：正司敏江・玲児
- 面の貸元：近藤洋介
- 妾市の客：田武謙三
- 妾市の貸元：吉田義夫
- 北村英三
- 大川修
- 清水彰
- 新條多久美
- 川崎あかね
- 近江輝子
- 水上保広
- 浅若芳太郎
- 五味龍太郎
- 浜田雄史
- 玉置一恵
- 堀北幸夫
- 北野拓也
- 黒木現
- 伊吹新吾
- 小林加奈枝
- 勝村淳
- 新関順司郎
- 布目眞爾
- 里見潤
- 新田章
- 谷口和子
- 高寺正
- 三木豊
- 闇公方：森雅之
- 浪人：仲代達矢

## スタッフ
- 製作：勝新太郎
- 原作：子母沢寛
- 脚本：直居欽哉
- 監督：三隅研次
- 撮影：宮川一夫
- 録音：大角正夫
- 美術：西岡善信
- 照明：中岡源権
- 音楽：富田勲
- 編集：谷口登司夫

## 併映作品
- 『スパルタ教育くたばれ親父』: 舛田利雄監督作品（日活）